# Satelliettelevisie

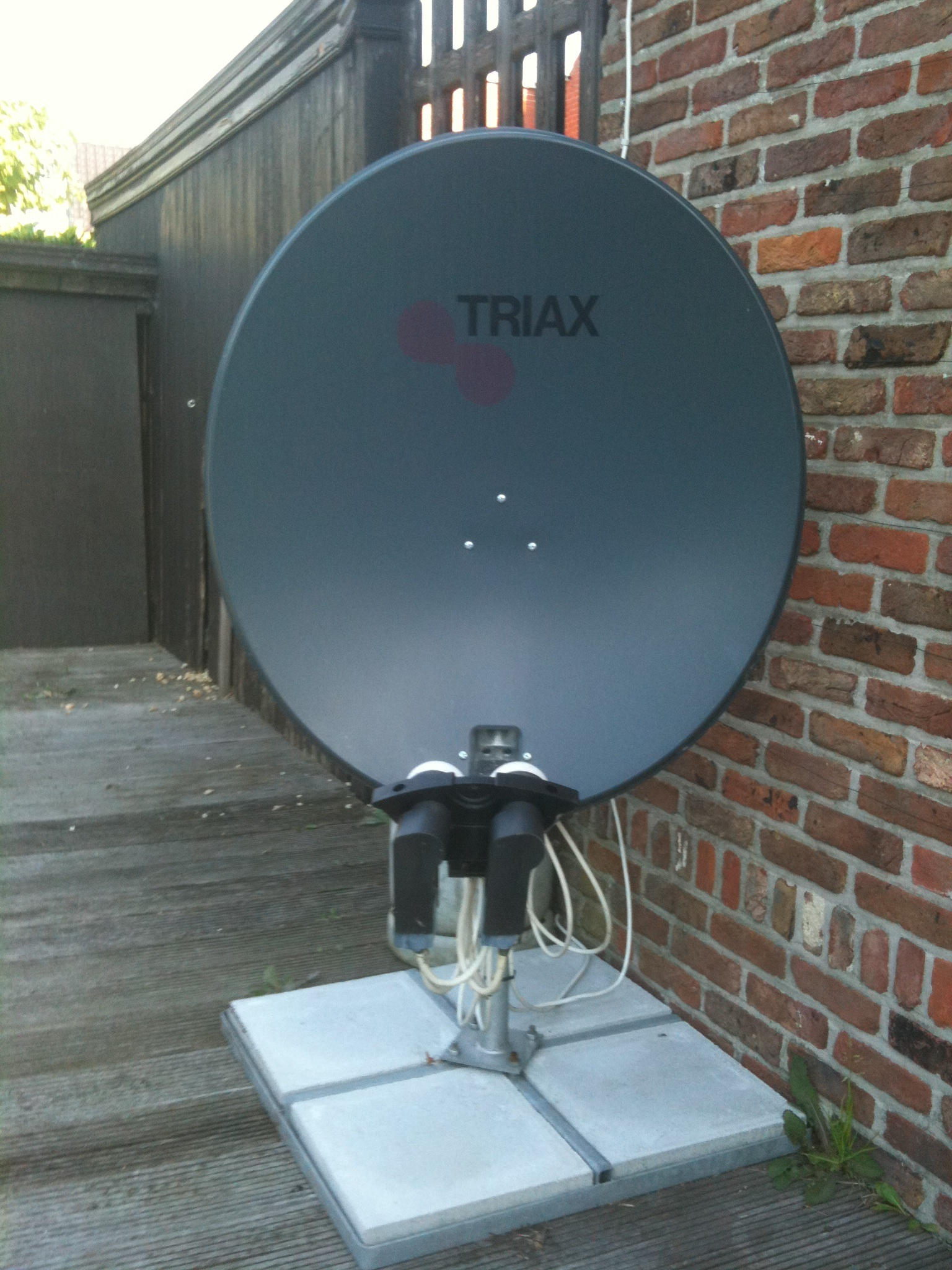
Schotelantenne

Satelliettelevisie is het ontvangen van televisiesignalen, die via satellieten in de ruimte worden uitgezonden en met behulp van een schotelantenne ontvangen kunnen worden. Ook de ontvangst van radiosignalen is op deze manier mogelijk.
De Nederlandse en Belgische zenders zijn via satelliet niet vrij te ontvangen. Er is altijd een abonnement nodig van CanalDigitaal of TV Vlaanderen. Voor Franstalige zenders is er de aanbieder TéléSAT.
De zenders uit Duitsland en het Verenigd Koninkrijk zijn wel vrij (free-to-air) te ontvangen via satelliet. Daarom is satelliettelevisie in deze landen veel populairder dan in Nederland en België. De zenders uit Duitsland en het Verenigd Koninkrijk kunnen in Nederland en België eenvoudig ontvangen worden.
Omdat voor de ontvangst van Nederlandse en Belgische zenders via satelliet een abonnement nodig is, wordt satelliettelevisie vooral gebruikt in buitengebieden waar geen kabeltelevisie of snelle internetverbinding beschikbaar is. Ook wordt satelliettelevisie gebruikt door Nederlanders en Belgen die in het buitenland wonen of op vakantie zijn en televisie uit Nederland of België willen ontvangen.
Verder kan satelliettelevisie worden gebruikt als aanvullende dienst voor kijkers met een abonnement voor televisie via kabel of internet. Zij maken dan voornamelijk gebruik van het grote aanbod van vrij te ontvangen Duitse zenders via Astra 19,2°O of Engelse zenders via Astra 28,2°O. Ook veel internationale zenders als BBC World News, RT, CCTV, CNN en Euronews zijn vrij via satelliet te ontvangen.
Veel nieuwe televisietoestellen hebben een ingebouwde DVB-S2-tuner en kunnen via een coaxkabel rechtstreeks op een schotelantenne worden aangesloten. Voor televisietoestellen zonder DVB-S2-tuner wordt een losse satellietontvanger gebruikt.